# 山中良辰
山中 良辰（やまなか よしたつ、明暦元年（1655年） - 享保18年（1733年）8月21日）は、日本の江戸時代の郷士。鴻池村山中総本家の4代目当主。出雲国の戦国武将山中幸盛の玄孫。山中良元（新右衛門）の長男。幼名は新六。通称は（4代）山中新右衛門と称した。
諱は元武（もとたけ）ともいう。
墓所は兵庫県伊丹市鴻池の慈眼寺境内墓地にある。法号は樵隠宗牧居士。享年78。

## 生涯
山中良元の長男として生まれた。元和5年（1619年）に山中家（鴻池屋）の始祖である曾祖父の山中幸元は、大坂・久宝寺町松屋町に出て酒造業をなして出世し、豪商となったが、鴻池村の本家は祖父である山中元英が相続した。1666年（寛文6年）10月に父の良元が37歳にて死去したために家督を相続した。1675年（延宝3年）、尼崎藩より苗字帯刀・十人扶持を与えられ郷士となり、その御礼として藩主青山幸実に山中鹿介相伝の家宝である備前兼光の太刀を献上し、さらに藩主より武虎の名前を賜り、以降は山中武虎と名乗った。このように尼崎藩から鴻池村山中本家に対して与えられた身分は、藩主が交代しても引き続き維持された。
鴻池酒について、元禄14年（1701年）発行「摂陽群談」には、「河辺郡鴻池村で造る、香味の宜しきこと他に勝れたり、因って酒を商う家は、この名を借りて売るほどである。地元では山中酒家と言われている。」と記されているので高い評価があった事を証明している。